# Religionspädagogische Akademie
Religionspädagogische Akademien (abgekürzt RPA) waren in Österreich für die Ausbildung von Religionslehrern an Allgemeinen Pflichtschulen zuständig. Das Studium entsprach weitgehend dem an einer (allgemeinen) Pädagogischen Akademie. Die Fort- und Weiterbildung erfolgte an Religionspädagogischen Instituten. 
Religionspädagogische Akademien gab es seit 1971 für katholische und für evangelische Religionslehrer, später auch für das Judentum sowie ab 1998 für den Islam.
Zuletzt (vor Inkrafttreten des Hochschulgesetzes 2005) bestanden folgende Religionspädagogische Akademien:
- Religionspädagogische Akademie der Diözese Gurk-Klagenfurt
- Religionspädagogische Akademie der Diözese Graz-Seckau
- Religionspädagogische Akademie der Erzdiözese Salzburg
- Religionspädagogische Akademie der Diözese Innsbruck
- Religionspädagogische Akademie der Erzdiözese Wien
- Evangelische Religionspädagogische Akademie
- Islamische Religionspädagogische Akademie
- Jüdische Religionspädagogische Akademie

Ab dem Inkrafttreten des Hochschulgesetzes 2005 mussten die Religionspädagogischen Akademien in die neu gegründeten Pädagogischen Hochschulen eingegliedert oder als private Studiengänge weitergeführt werden. Die Religionspädagogischen Akademien der römisch-katholischen Kirche wurden in die von ihr geführten Pädagogischen Hochschulen eingegliedert. Die die übrigen Religionspädagogischen Akademien wurden teils zuerst als private Studiengänge geführt und spätestens ab 2016 ebenfalls in die Kirchliche Pädagogische Hochschule Wien/Krems eingegliedert. Da auch weitere Ausbildungen eingerichtet wurden, gibt es ab dem Jahr 2016 an dieser Hochschule Studien für katholische, evangelische, orthodoxe, orientalisch-orthodoxe, altkatholische, freikirchliche, alevitische, jüdische und muslimische Religionslehrer.